# Barri de la Sagrada Família

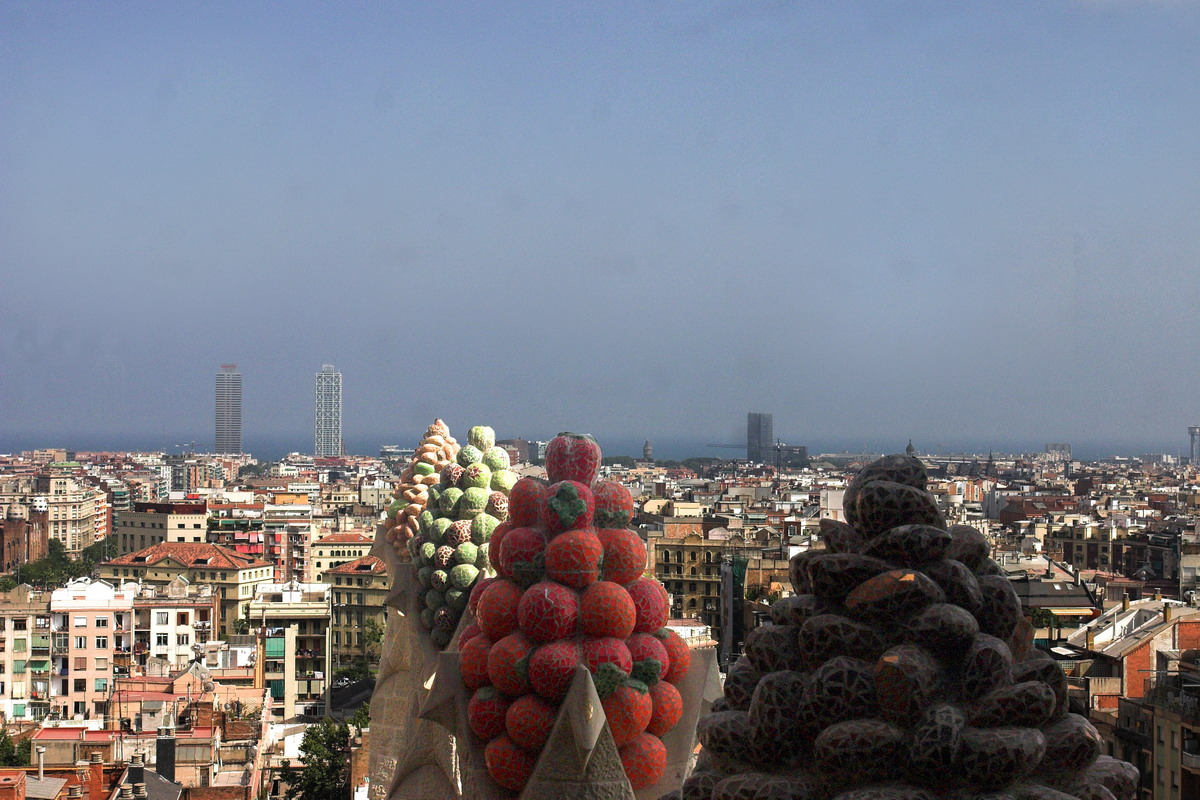
Vista del barri des de la Sagrada Família en direcció al mar

La Sagrada Família és un barri del districte de l'Eixample de Barcelona, al voltant del temple que li dona nom. Està delimitat pel carrer de Nàpols, l'Avinguda de la Diagonal i els carrers Dos de Maig, Sant Antoni Maria Claret, Sardenya i Rosselló. Limita amb els barris de Dreta de l'Eixample i Fort Pienc, i els districtes de Gràcia, Horta-Guinardó, i Sant Martí.
És un barri de tipus residencial, comercial i de negocis però fins a la segona meitat del segle xx hi hagué una important presència industrial, un exemple és l'antiga Fàbrica Damm. L'antic mercat de la Sagrada Família va ser abans de 1936 la fàbrica de General Motors a Barcelona. I on ara hi ha el poliesportiu municipal, hi havia la fàbrica tèxtil SAFA, on la nau principal disposava d'un sostre de doble volta catalana, lamentablement perdut en el seu enderrocament.
Els eixos comercials més importants se situen a l'entorn del temple, amb les places de la Sagrada Família i la de Gaudí, a l'Avinguda Gaudí, i al mercat de la Sagrada Família entre els carrers Provença, Padilla i Mallorca. El juliol de 2007 es va inaugurar la Biblioteca Pública Sagrada Família de la Diputació de Barcelona en un nou edifici annex al mercat de la Sagrada Família. Fins al seu trasllat a finals del 2013 en el seu extrem sud-est hi havia el Mercat Fira de Bellcaire.
Abans de la Guerra Civil, la zona central del barri (Marina/València) era coneguda com a «El Poblet», donada la concentració d'habitatges i cases, enmig d'una zona més aviat agrícola.

## Patrimoni cultural
El barri conté dos edificis marcats com a Patrimoni cultural: la Sagrada Família i la Casa Planells.

### Sagrada Família
La Sagrada Família és la silueta més famosa de Barcelona, i cada una de les seves formes és un símbol traçat a consciència per la ment genial de Gaudí. Va començar a treballar-hi el 1883 i les obres van començar el 1891. El 1969 va ser declarat Bé d'Interès Local i el 2005 Patrimoni de la Humanitat per la Unesco.

### Casa Planells
Considerat l’últim edifici modernista de Barcelona, es troba al nº 322 de l’avinguda Diagonal, obra de l’arquitecte Josep Maria Jujol, al xamfrà entre la Diagonal i el carrer Sicília. És una obra protegida com a Bé Cultural d'Interès Local.